# Calopteryx orientalis
Calopteryx orientalis is een juffer (Zygoptera) uit de familie van de beekjuffers (Calopterygidae).
De soort staat op de Rode Lijst van de IUCN als niet bedreigd, beoordelingsjaar 2007, de trend van de populatie is volgens de IUCN stabiel.
De wetenschappelijke naam van de soort werd in 1887 gepubliceerd door Edmond de Sélys Longchamps.

## Synoniemen
- Calopteryx transcaspica Bartenev, 1912